# Chikkangala, Kadur
Chikkangala là một làng thuộc tehsil Kadur, huyện Chikmagalur, bang Karnataka, Ấn Độ.